# Station Suchedniów
Station Suchedniów is een spoorwegstation in de Poolse plaats Suchedniów.